# Un grand amour de Balzac
Un grand amour de Balzac (Wielka miłość Balzaka) est une mini-série franco-polonaise en sept épisodes d'environ 52 minutes réalisée par Jacqueline Audry et Wojciech Solarz, diffusée à partir du 25 mars 1973 sur Telewizja Polska, et à partir du 19 avril 1973 sur la deuxième chaîne de l'ORTF.
Au Québec, elle a été diffusée à partir du 10 janvier 1975 à la Télévision de Radio-Canada.
Elle raconte la biographie de Honoré de Balzac d’après Lettres à l’étrangère, recueil de sa correspondance avec Ewelina Hańska.

## Synopsis
La biographie de Balzac est mise en scène à travers ses nombreuses liaisons féminines : ses tumultueuses amours avec la Duchesse de Castries, ses relations plus ouvertes avec Frances-Sarah Guidoboni-Visconti, le grand amour de sa vie Laure de Berny et son dernier amour la Comtesse Hanska, qui devint son épouse légitime trois mois avant sa mort. Dans cette galerie de portraits, on retrouve aussi les soutiens féminins que Balzac eut en la personne de sa sœur, Laure Surville, ainsi que de son amie et judicieuse conseillère Zulma Carraud.

## Fiche technique
- Titre : Un grand amour de Balzac
- Titre original : Wielka miłość Balzaka
- Réalisation : Jacqueline Audry et Wojciech Solarz
- Scénario : Yves Jamiaque et Jerzy Stefan Stawiński
- Musique : Konrad Bryzeky, Wojciech Kilar
- Montage : Daniela Cieplińska, Janina Wiśniewska
- Décors : Halina Dobrowolska, Tadeusz Kosarewicz
- Costumes : Barbara Ptak
- Image : Wiesław Rutowicz, Renata Własow
- Son : Stanisław Nalazek
- Directeur de production : Ryszard Straszewski
- Société de production : Eurodis-Telecinex
- Pays de production :  Pologne •  France
- Genre : Biographie
- Durée : 383 minutes
- Date de sortie : 19 avril 1973 (France)

## Distribution
- Beata Tyszkiewicz : Comtesse Hanska
- Pierre Meyrand : Honoré de Balzac
- Danièle Ajoret : Laure Surville
- Renée Faure : la mère de Balzac
- Julia Dancourt : Zulma Carraud,
- Anouk Ferjac : la Duchesse de Castries
- Élina Labourdette : Laure de Berny
- Catherine Lery[2] − Henriette Borel, gouvernante
- Colette Renard : Louise Brignol
- Danièle Ajoret : Laure Surville
- Monika Zalewska : Anna, fille de la comtesse
- Leszek Teleszyński (pl) : Jerzy Mniszech, mari d'Anna
- Halina Kossobudzka (pl) : Rozalia Rzewuska, tante de la Comtesse
- Zdzisław Mrożewski (pl) : le Comte Wacław Hański
- Ewa Wiśniewska (pl) : Frances-Sarah Guidoboni-Visconti
- Krzysztof Kowalewski : Théophile Gautier
- Henryk Machalica (pl) : Henryk Knothe
- Jan Matyjaszkiewicz (pl) : Auguste, laquais de Balzac
- Krzysztof Wakuliński (pl) : Eugène Sue
- Maria Wachowiak (pl) : George Sand
- Włodzimierz Nowak (pl) : un ami de Balzac
- Jerzy Cnota (pl) : un ami de Balzac
- Wirgiliusz Gryń (pl) : un serviteur des Hański
- Stanisław Jaśkiewicz (pl) : un financier
- Alina Janowska : Madame Buchet
- Bogusz Bilewski : le commandant Carraud
- Józef Duriasz (pl) : Surville, marie de Laure
- Andrzej Seweryn : un ami de Balzac
- Marek Bargiełowski : le poète Lesiński
- Mieczysław Voit (pl) : le docteur Nacquart
- Lech Ordon (pl) : l'huissier
- Hanna Skarżanka (pl) : comtesse
- Aleksandra Śląska : la Comtesse Maria Potocka
- Janusz Kłosiński : le baron Rothschild
- Kazimierz Rudzki (pl) : Klemens Wenzel von Metternich
- Krzysztof Chamiec (pl) : le duc de Schwartzenberg
- Wiesław Drzewicz (pl) : l'éditeur
- Władysław Hańcza (pl) : Karol Hański
- Jerzy Kamas (pl) : le tsar Nicolas Ier
- Janusz Zakrzeński : Adam Rzewuski, frère de la Comtesse Hanska
- Edward Dziewoński (pl) : l'éditeur
- Witold Sadowy : Victor Hugo
- Stanisław Marian Kamiński (pl) : le Comte Guidoboni-Visconti
- Jerzy Moes (pl) : un invité à Vienne
- Tadeusz Cygler (pl) : le violoniste
- Aleksandra Leszczyńska (pl) : un participant au réveillon chez les Hański
- Andrzej Siedlecki (pl) : un critique
- Maciej Borniński (pl) : un critique
- Teofila Koronkiewicz (pl) : une femme dans le salon des Hański à Vienne
- Józef Konieczny (pl)
- Jadwiga Kuryluk (pl)
- Józef Fryźlewicz (pl) : le peintre de la Comtesse Hanska
- Kazimierz Meres (pl)
- Jerzy Schejbal (pl)
- Wacław Szklarski (pl)
- Zdzisław Szymborski (pl)

## Épisodes
1. Splendeurs et Misères
2. L'Étrangère
3. La Comtesse
4. La Comédie Humaine
5. Rencontre à Saint Petersbourg
6. Les Conditions du Mariage
7. Madame Honoré de Balzac